# ピスヘルメット

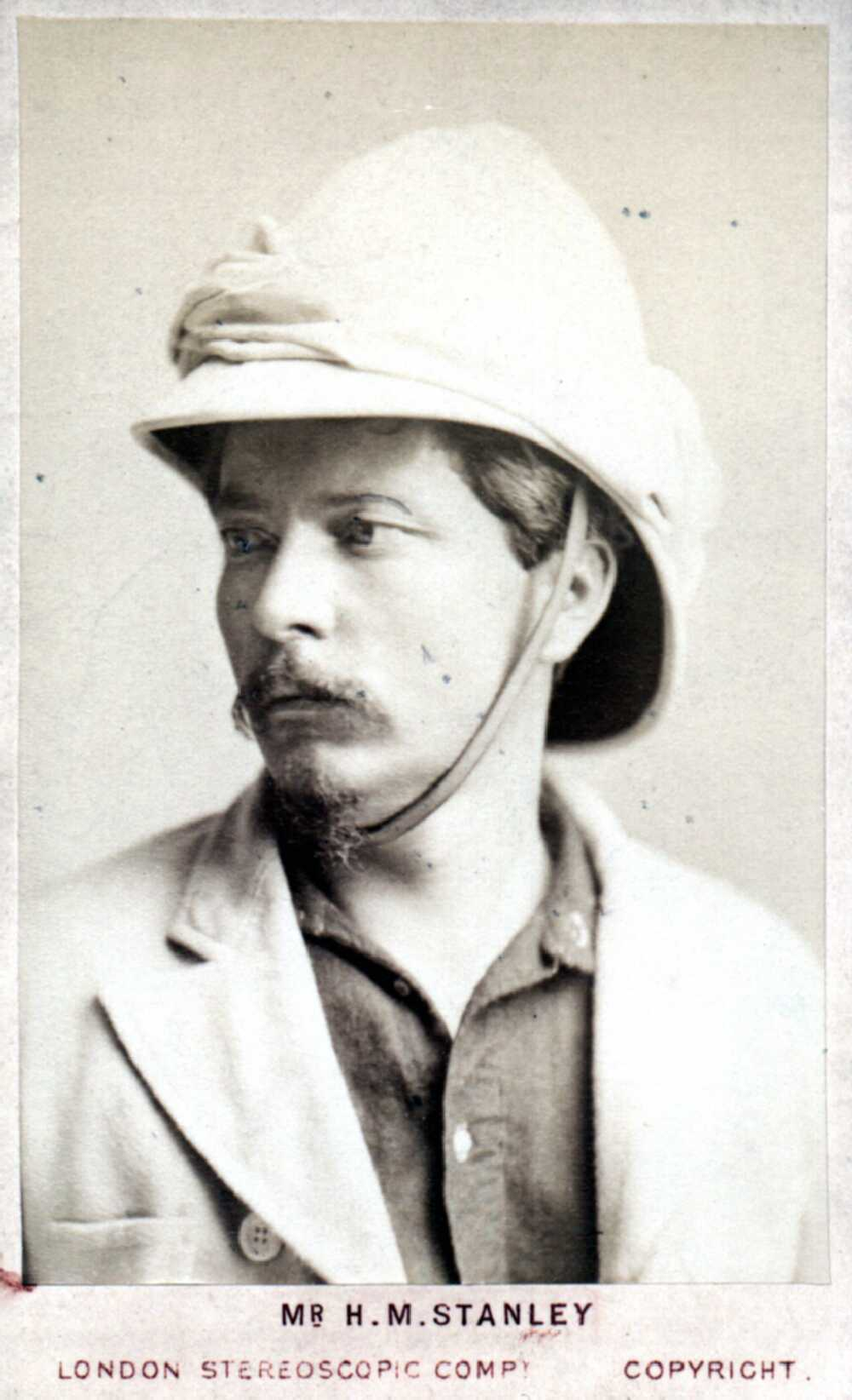
初期型のピスヘルメットを着用した探検家ヘンリー・モートン・スタンレー

ピスヘルメット（英: Pith helmet）は、1870年代にイギリスで生まれたヘルメット型の防暑帽である。
日本語では上記の他に探検帽、サファリヘルメット等の表記も見られる。

## 名称について
“ピスヘルメット”の語源は南アジア原産のマメ科植物の髄（Pith：ピス）から作られたことからであるが（後述）、他に
- ソーラ・トーピー（sola topee）、トーピー（topee）、トーピ（topi）
- サンヘルメット（sun helmet）、コークヘルメット（cork helmet）、フォーリン・サービス・ヘルメット（Foreign service helmet）、トロピカルヘルメット（Tropical Helmet）、サファリ・ピスヘルメット（Safari Pith Helmet）
- サラコット（salacot）
- サファリハット（safari hat）

等とも呼ばれる。また、sola topee をソーラ・トーピと表記する例も見られる。
日本では上記の他に探検帽、探検家帽子、 防暑帽、サファリヘルメット等の表記も見られる。また、説明として「日立 世界・ふしぎ発見!のマスコット”ひとし君人形”が被っている帽子」という記述も見られる。

## 起源

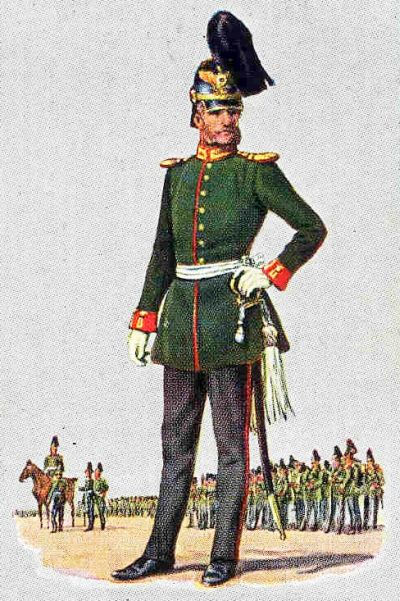
ピスヘルメットの基となったプロイセン軍1842年式ピッケルハウベ、近衛猟兵将校が着用した場合

パックス・ブリタニカ時代のイギリスは海外に多くの植民地や防衛拠点を持っており、その多くは熱帯地域や砂漠地帯だった。そのため、これらの酷暑地帯で使用する防暑帽が作られた。南アジア原産のマメ科植物ソーラ（学名：Aeschynomene aspera - sola）の髄（Pith）から作られたものは、ピスヘルメット或いはソーラ・トーピーと呼ばれるようになった。
一方、1871年の普仏戦争に於いてプロイセンがフランスに大勝利を収めた影響で、世界各国で軍装にドイツ式を取り入れることが流行し、特に、特徴的であったスパイク付きヘルメット「ピッケルハウベ」は多くの国で採用された。イギリスでも1878年にホームサービスヘルメットとして採用した。
それと同じ頃、ピスヘルメットもピッケルハウベのデザインを真似て作られるようになった。1870年代中半にはイギリス陸軍に海外勤務用ヘルメットとして採用され、フォーリンサービスヘルメット（Foreign Service helmet）と呼ばれた。
ピスヘルメットは軽量で優れた断熱性を有することに加え、当時がドイツブームだったことも手伝い、瞬く間に植民地を有する他の欧米列強諸国に植民地用防暑帽として採用され、サンヘルメット或いはトロピカルヘルメットとも呼ばれるようになった。また、民間人も使用するようになり、特に、探検家が未開の酷暑地域を探検する際に愛用した。

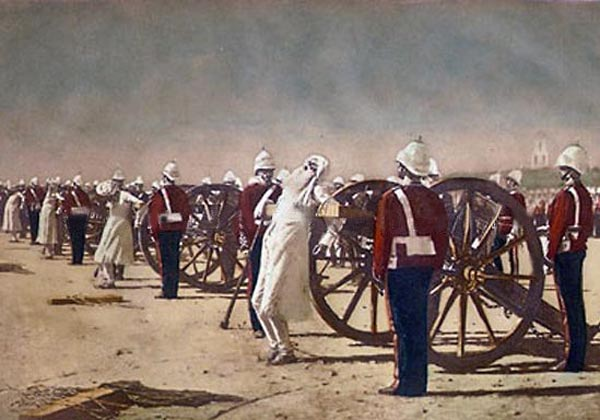
インドにおけるイギリス砲兵。
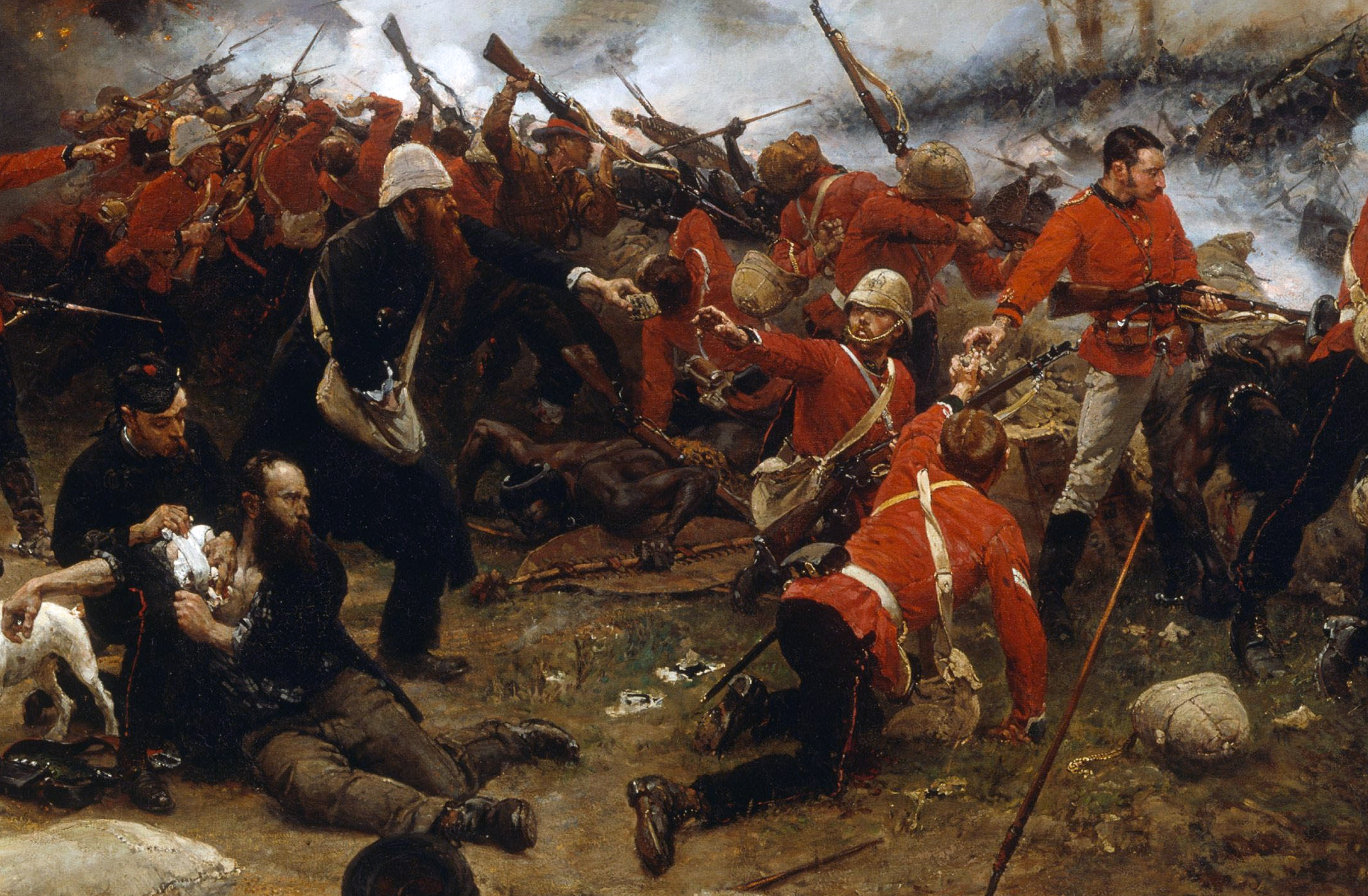
初期型のフォーリンサービスヘルメットを着用したズールー戦争におけるイギリス兵。
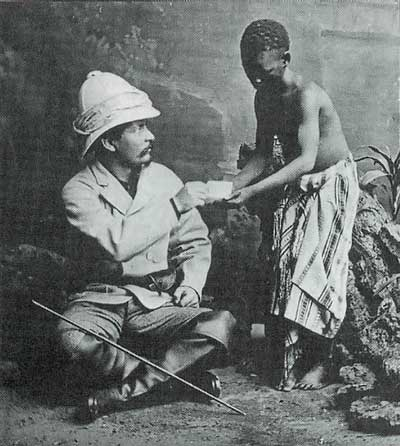
ヘンリー・モートン・スタンレー

## 変遷

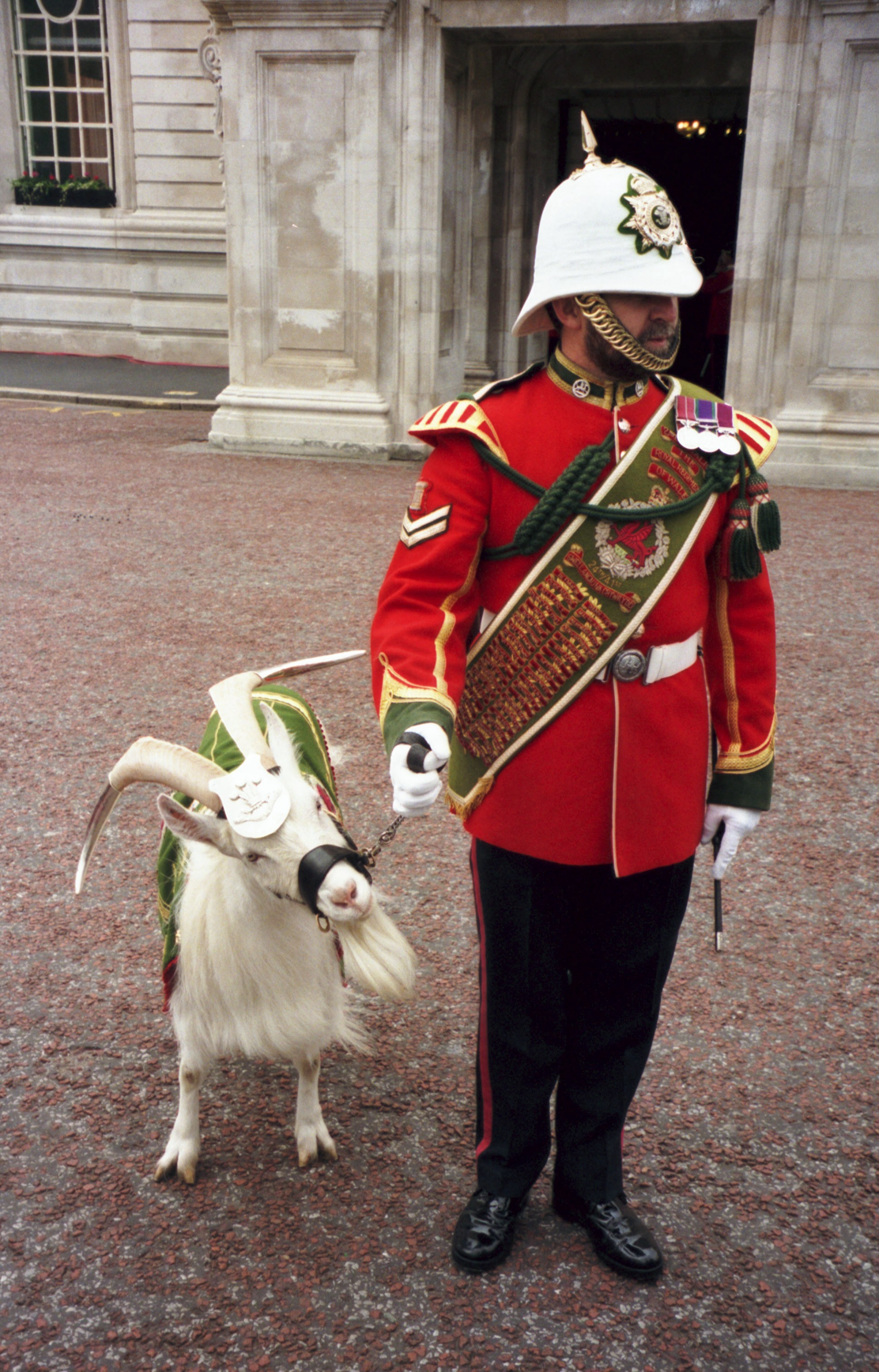
ロイヤル・ウェールズ連隊(Royal Regiment of Wales)軍楽隊のゴートメジャー。初期型のフォーリンサービスヘルメットを着用している。

1870年代のピスヘルメットは1842年式のピッケルハウベのデザインを参考にしたため背が高く、つばが小さかった。「ソーラのピス」製の帽体を白い布で覆い、「腰」の部分には共布の「帯」が装飾として巻かれていた。心材はコルクも使われ、そのためコークヘルメットとも呼ばれた。フォーリンサービスヘルメットは耐久性が高いコルクを使用していた。現在では心材にプラスチックを使用したものや、全プラスチック製のものも多く出回っている。
帯の上の部分には通気孔が数個あけられていた。この帯や通気孔は現在作られているものにも受け継がれており、帯は現在の全プラスチック製のものにもデザインとして残っている。また、イギリスのフォーリンサービスヘルメットを始めとする、軍隊や警察で使用されるものにはピッケルハウベやホームサービスヘルメットのように頭頂部にスパイク、前部に帽章が付いたものも多い。
フォーリンサービスヘルメットはこの頃採用されたカーキ色の軍服に合わせて、カーキ色等に染められたものも使われるようになった。ホームサービスヘルメットには濃紺や濃緑色と言った濃い色が使われるのに対して、ピスヘルメットは明るい色調のものが殆どである。
初期型のピスヘルメットはフランス軍（1870年代末）、アメリカ軍（1880年頃）、ドイツ軍（1900年頃）等多くの国の軍隊や警察で、主に防暑帽として採用された。また、民間でも使用され、有名な探検家のヘンリー・モートン・スタンレーが愛用したことが知られている。現在でも多くの国の軍隊や警察で、主に礼装用として使用しており、イギリス陸軍でも一部の軍楽隊で礼装用として使用されている。

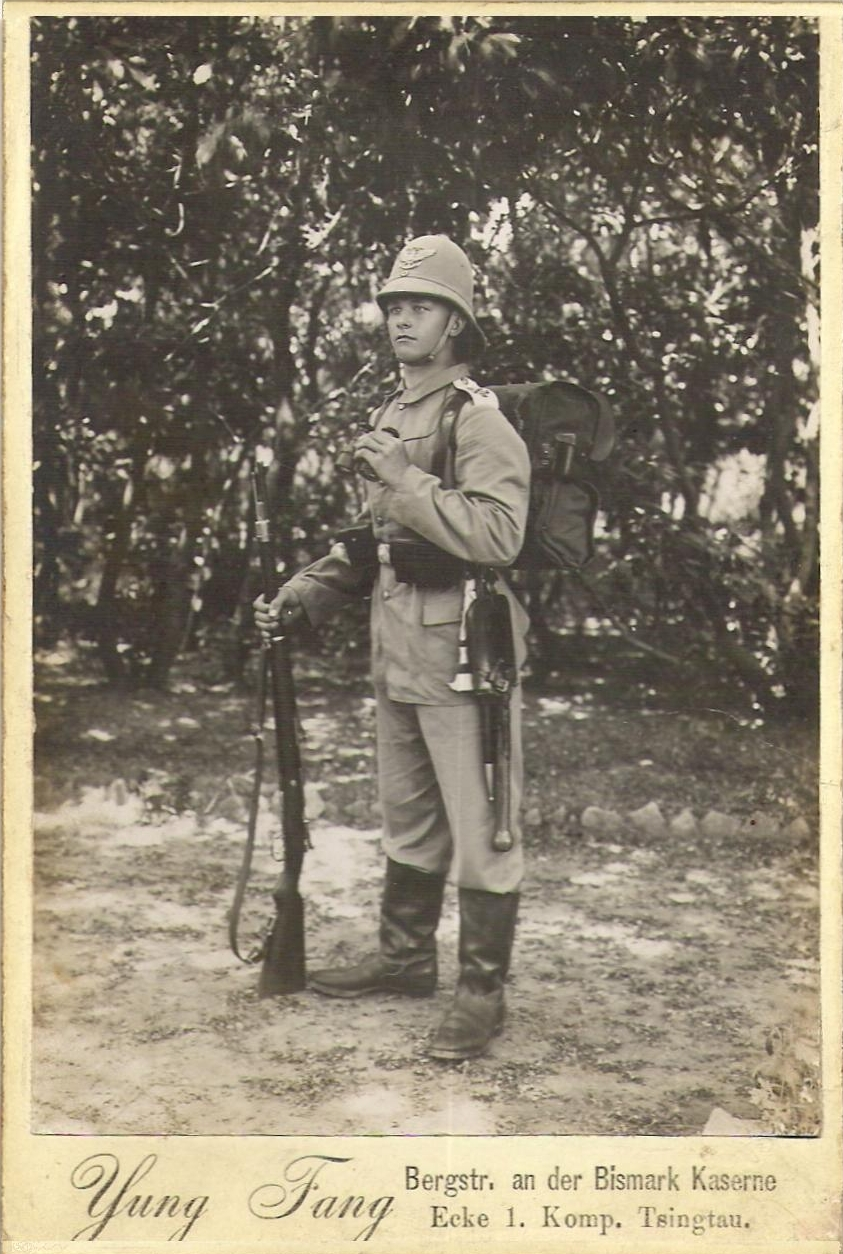
1912年青島のドイツ兵。
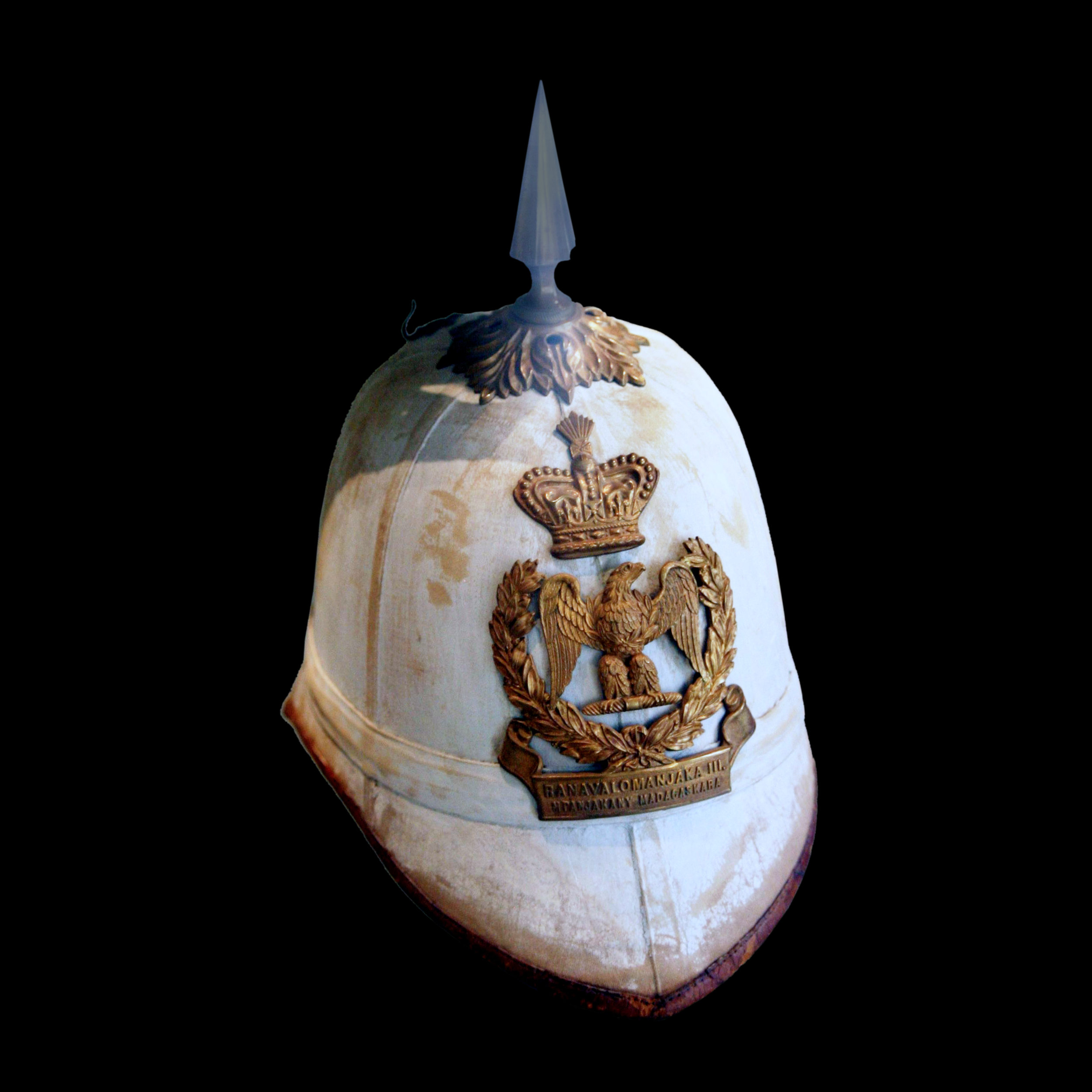
紋章の下にマダガスカル女王の名前が彫られた飾り板を付けた、フランスのピスヘルメット（19世紀末）。

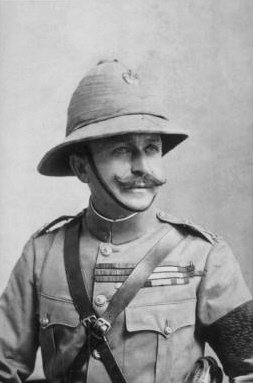
ウーズレーパターンのフォーリンサービスヘルメット（1900年頃）

その後、1900年頃にウーズレーパターン（Wolseley Pattern）と呼ばれる背がやや低くつばが広いタイプが現われ、第一次世界大戦と第二次世界大戦に於いてイギリス及びイギリス連邦諸国或いは植民地の軍隊で使用された。また、初期型のピスヘルメットに比べて被り易いことから、さらに民間での使用が広がった。イギリスでは現在でも海兵隊と陸軍の一部の軍楽隊で礼装用として使用されている。

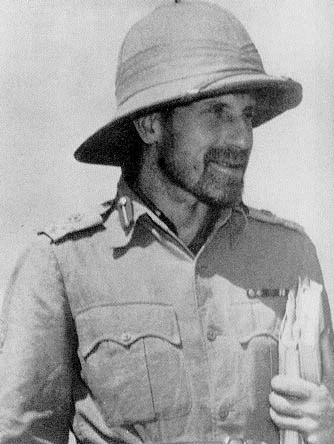
ウーズレーパターンのフォーリンサービスヘルメット（第二次世界大戦）
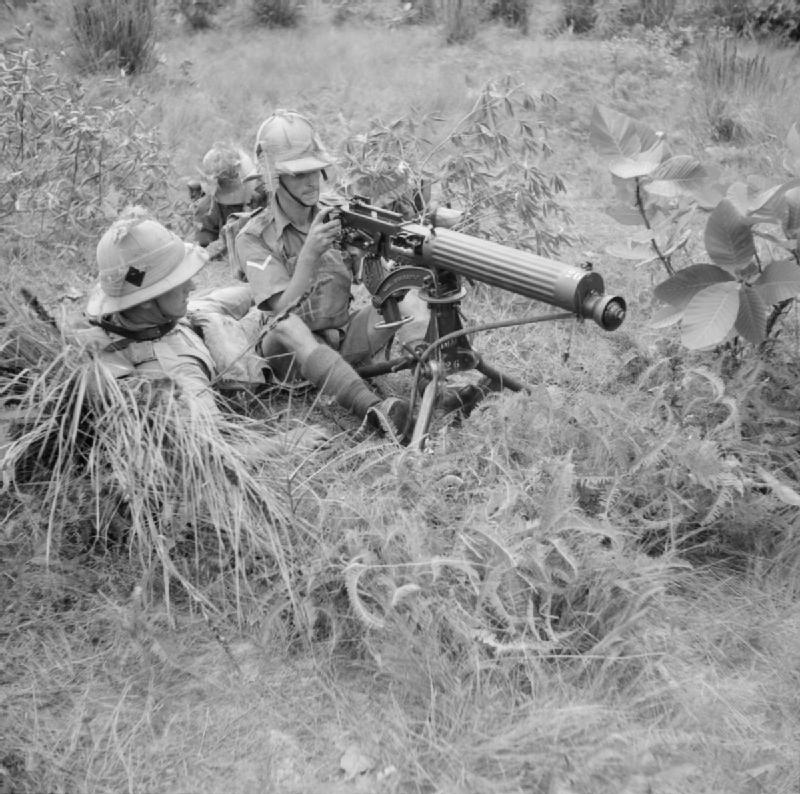
第二次世界大戦中のマレーにおけるイギリス兵。
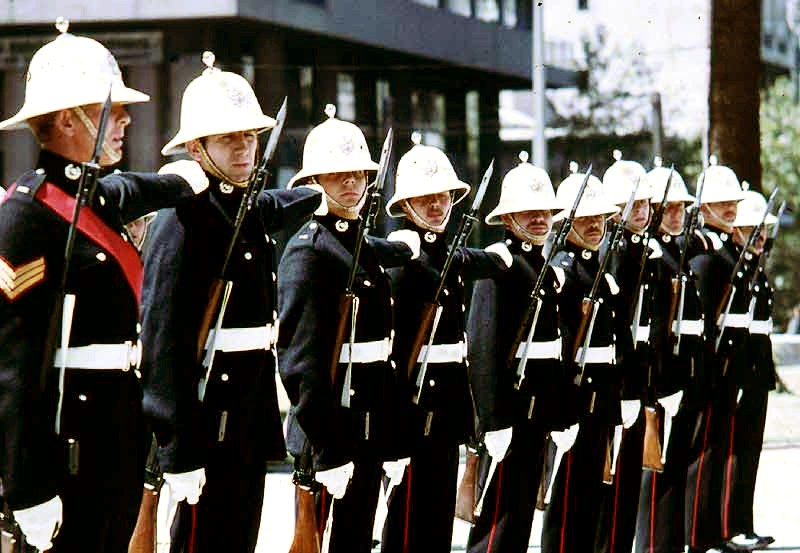
ウーズレーパターンのフォーリンサービスヘルメットを着用した海兵隊。
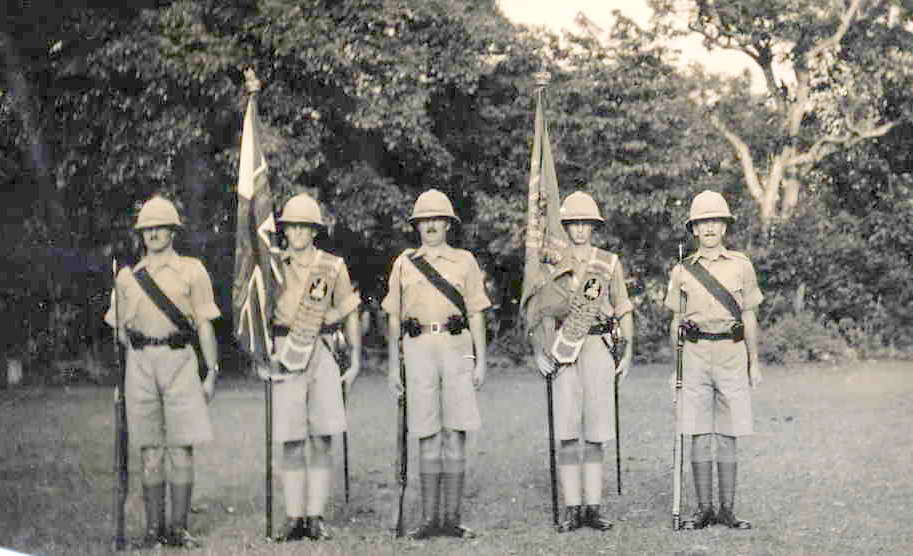
1933年インドに於けるロイアル・ノーフォーク連隊。ウーズレーパターンのフォーリンサービスヘルメットを着用。

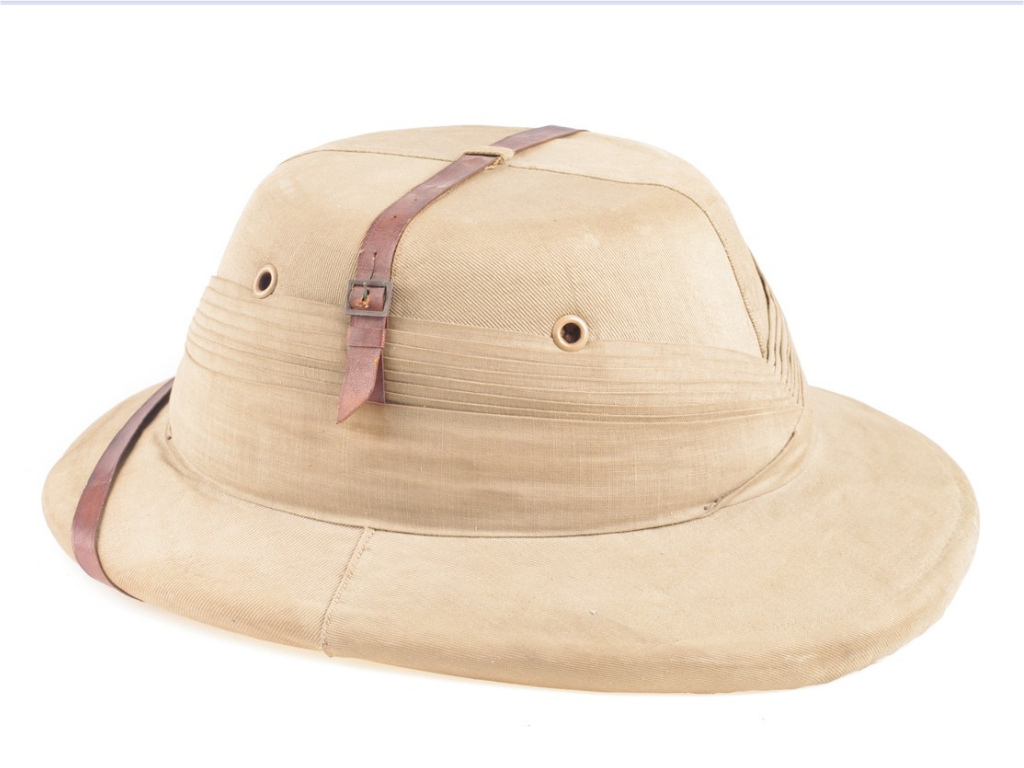
インディアパターンのピスヘルメット

1930年頃には、更に背が低く、ウーズレーパターンよりつばが小さいインディアパターン（India Pattern）が現われた。
インディアパターンのピスヘルメットはボンベイ山高帽（Bombay Bowler）、アデンパターン（Aden Pattern）、カーンプルヘルメット（Cawnpore Helmet）とも呼ばれている。第二次世界大戦中イギリス及びイギリス連邦諸国或いは植民地の軍隊の一部で使用された。

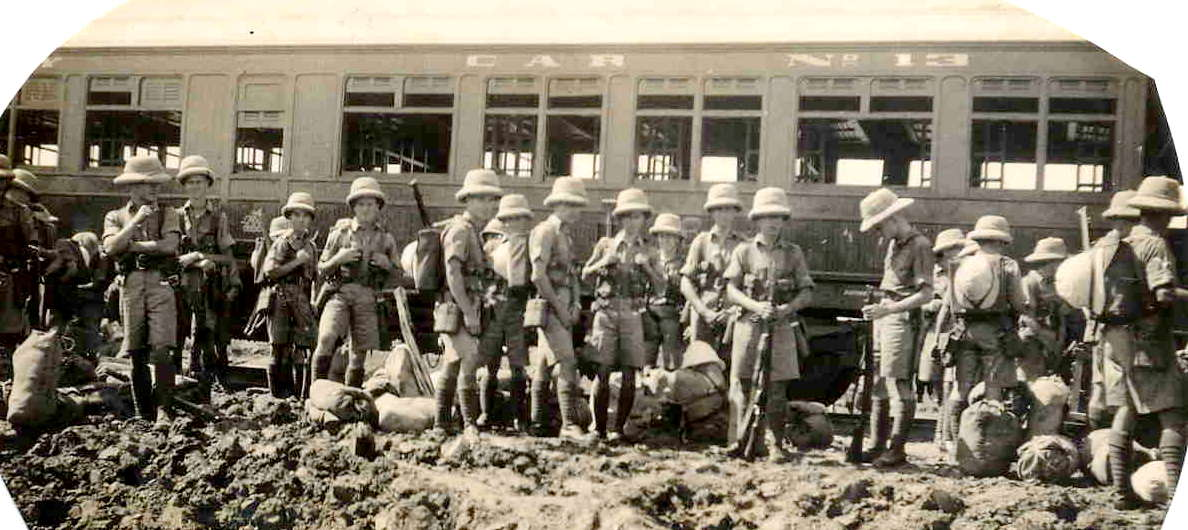
1933年インドに於けるロイアル・ノーフォーク連隊。インディアパターンのフォーリンサービスヘルメットを着用し、ウーズレーパターンのフォーリンサービスヘルメットを背負っている。

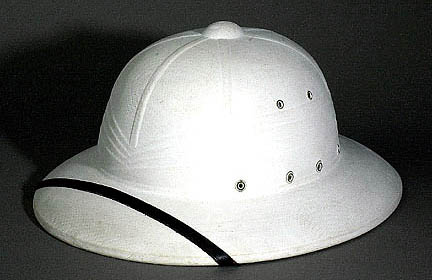
ハリー・S・トルーマン愛用のフレンチタイプのピスヘルメット。

同じ頃、インディアパターンと同様にウーズレーパターンを改良したピスヘルメットがフランスで作られた。このピスヘルメットはフレンチと呼ばれ、形状はインディアパターンと似ている。第二次世界大戦ではこのタイプが多くの国で使用され、アメリカ軍とドイツ軍は1940年頃採用した。また、フランスの植民地或いは旧植民にも広まり、ベトナム戦争に於いては北ベトナム軍に使用された。現在一番多く見られるのはこのタイプとインディアパターン、或いはその折衷型である。
日本軍では、背の高い初期のタイプが明治20年に海軍で夏略帽として採用された。これは大正3年に廃止されたが、昭和7年には陸戦隊用として陸軍の九八式防暑帽に似た形状のものが採用された。
陸軍は大正3年に研究を始め、大正12年にフレンチタイプを防暑帽として採用した。昭和13年には九〇式鉄帽に準じた形状の九八式防暑帽を制式化し、通気孔の省略などの仕様変更を経て、主として南方戦線において終戦まで使用された。九八式防暑帽は単体で着用するほか、内装の平紐を緩めることで、鉄帽の上に重ねて鉄帽覆いとすることもできた。
また陸海軍ともに、将校が私物のピスヘルメットを使用していた例は散見される。
海上自衛隊の幹部用防暑帽はフレンチ或いはインディアパターンに近い型のピスヘルメットであり、現在も使用されている。

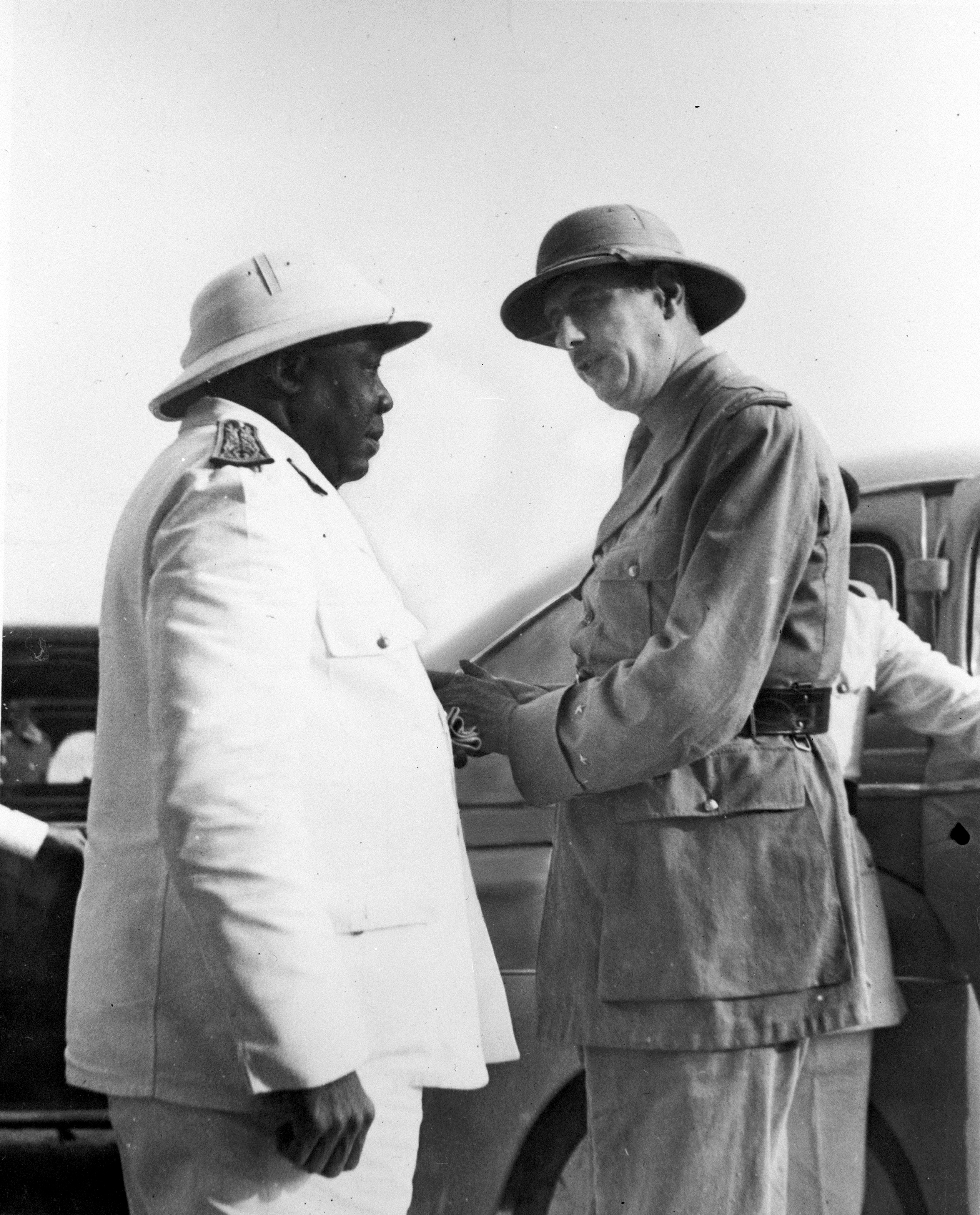
インディアパターン（左）とフレンチタイプ
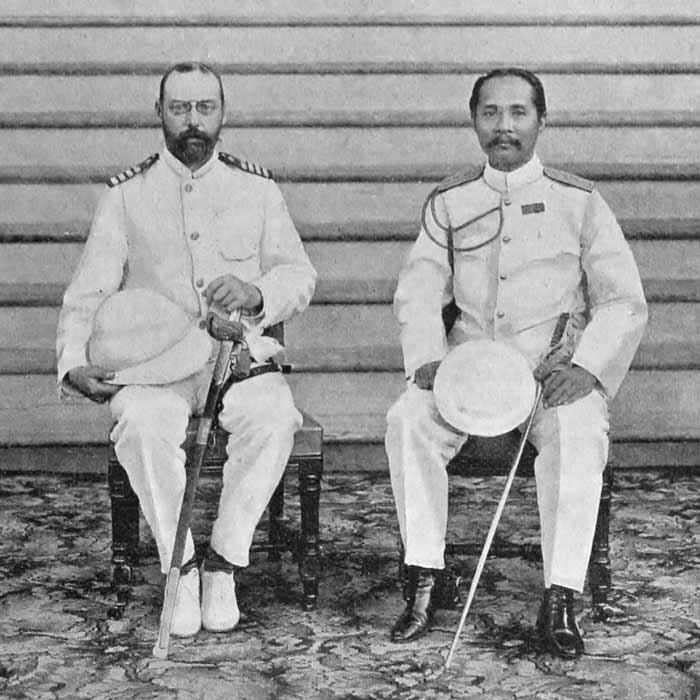
デンマークのヴァルデマー王子とタイ王国のラーマ5世（1900年）
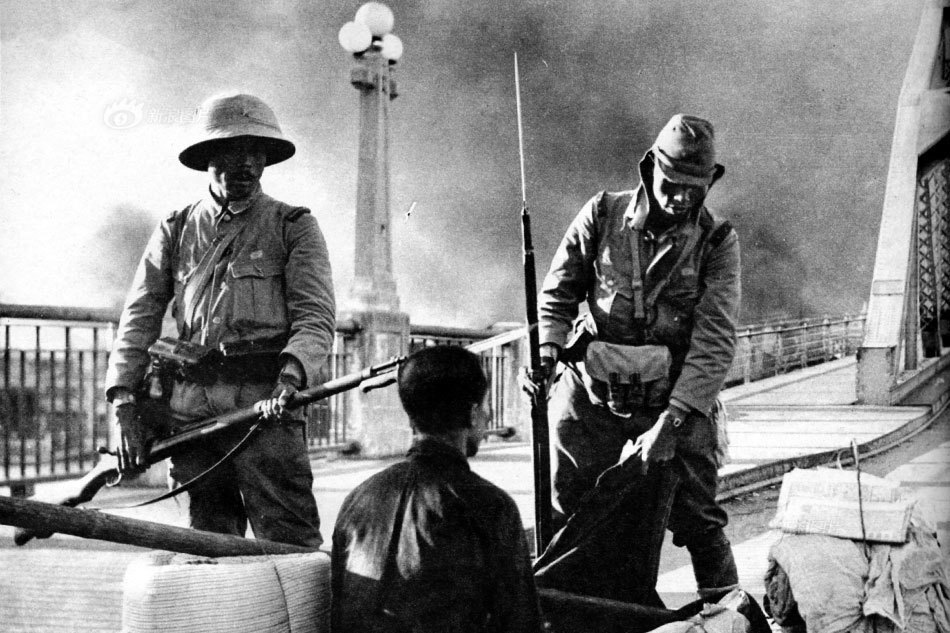
九八式防暑帽を着用した日本陸軍下士官
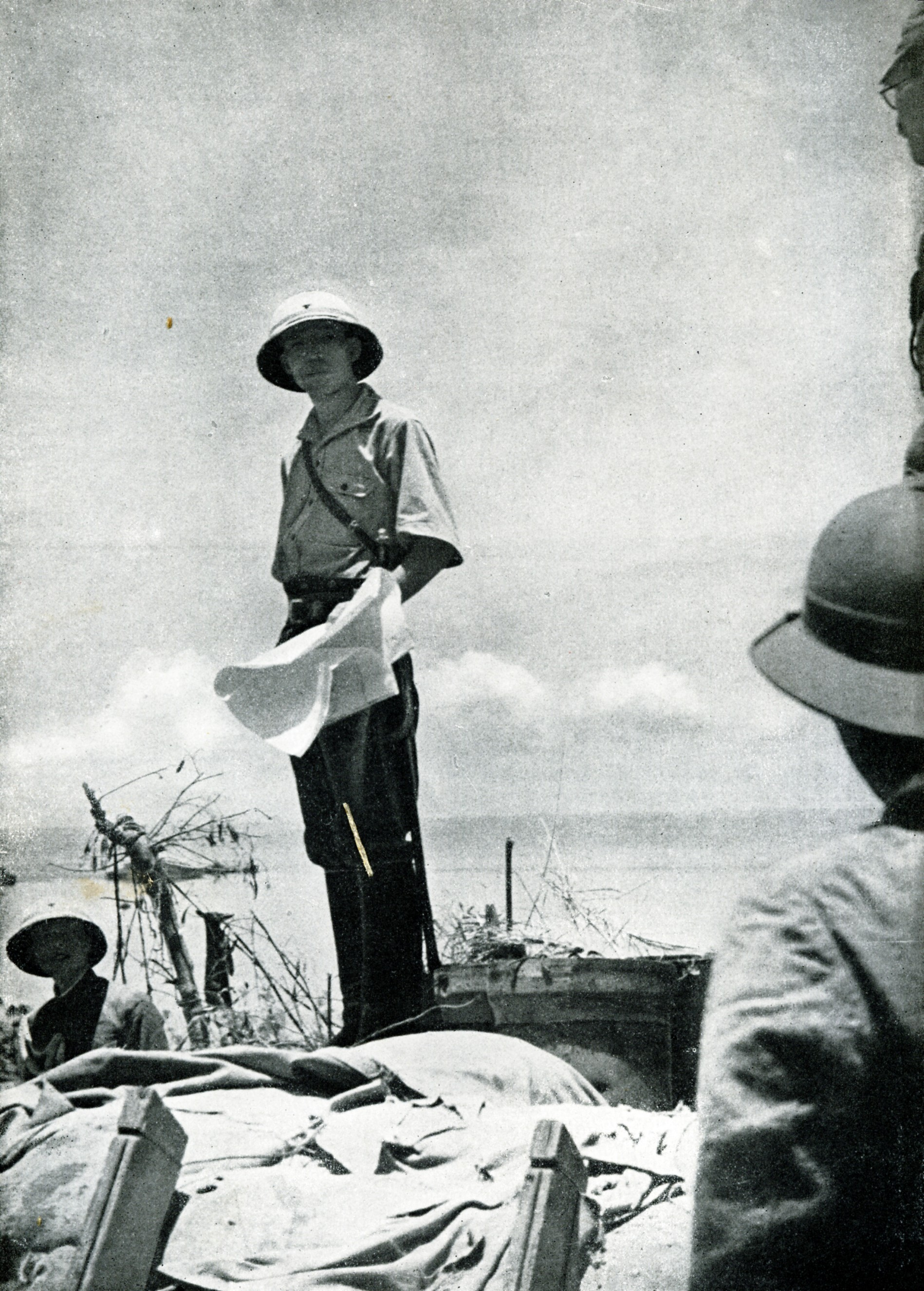
太平洋戦争中のフィリピンに於ける日本陸軍士官（右手前）。中央（盛厚王）と左奥の人物は九八式防暑帽を着用
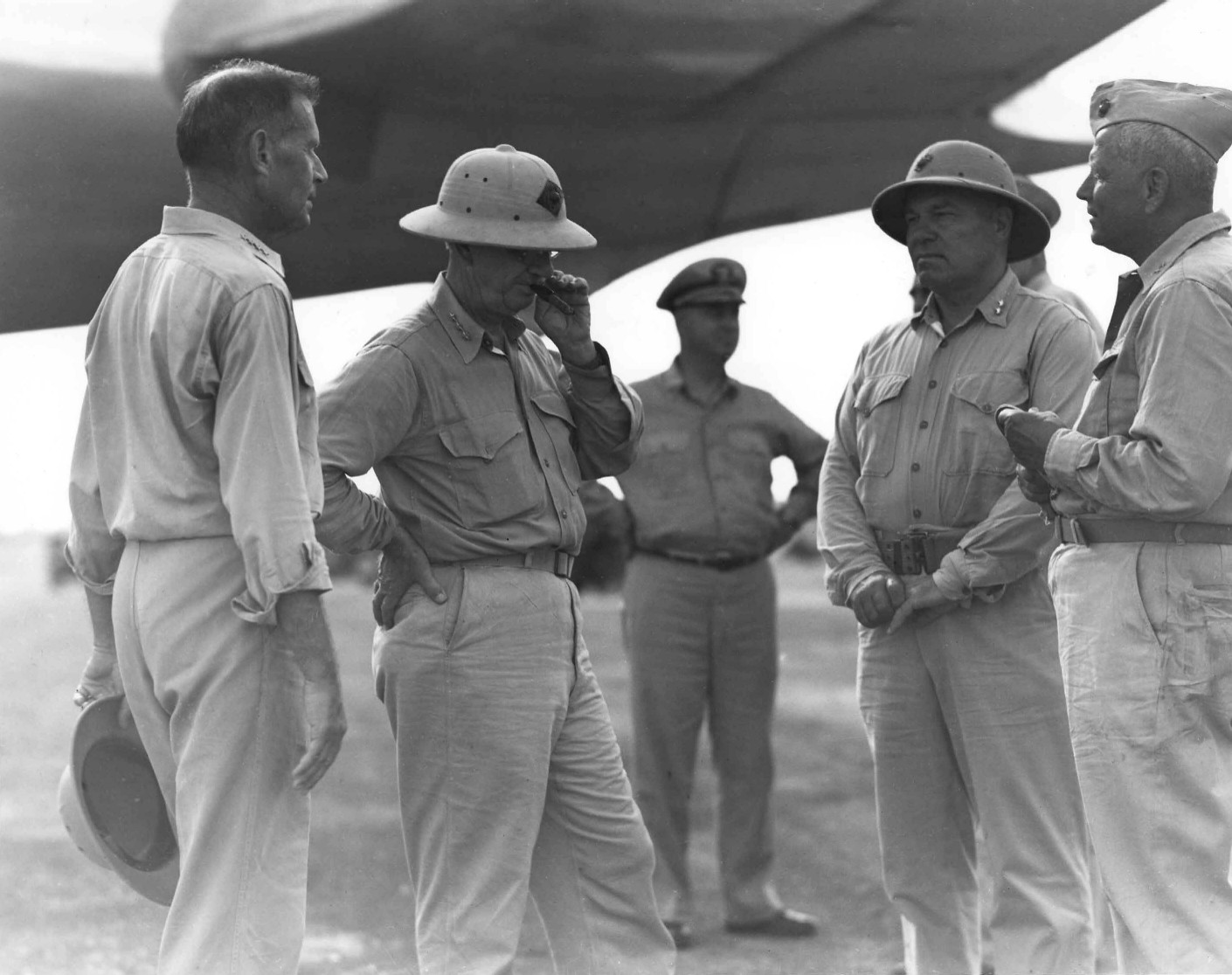
第二次世界大戦中のグアムにおけるアメリカ海軍とアメリカ海兵隊将官
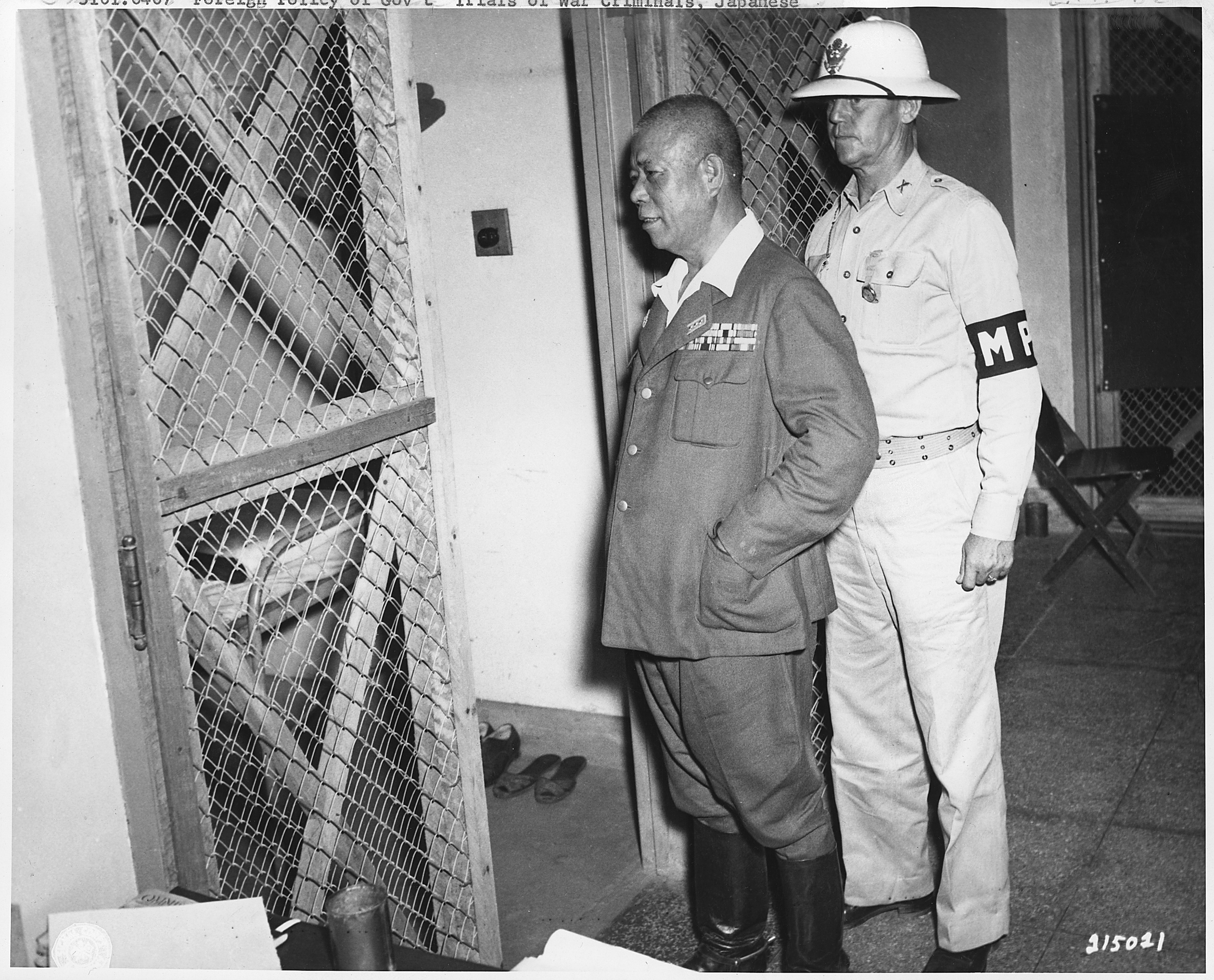
山下奉文大将に付き添う米軍憲兵
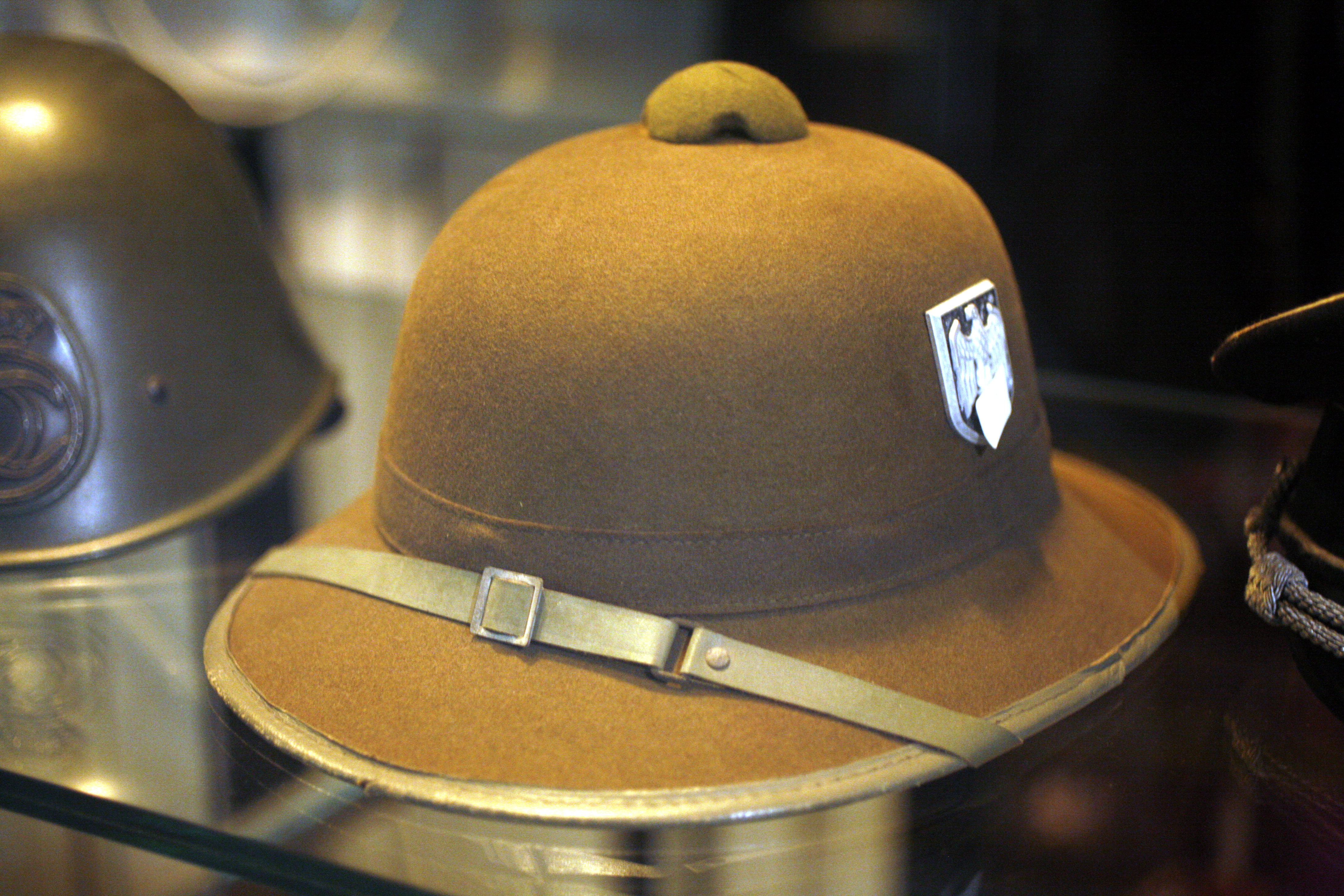
第二次世界大戦中のドイツ軍ピスヘルメット
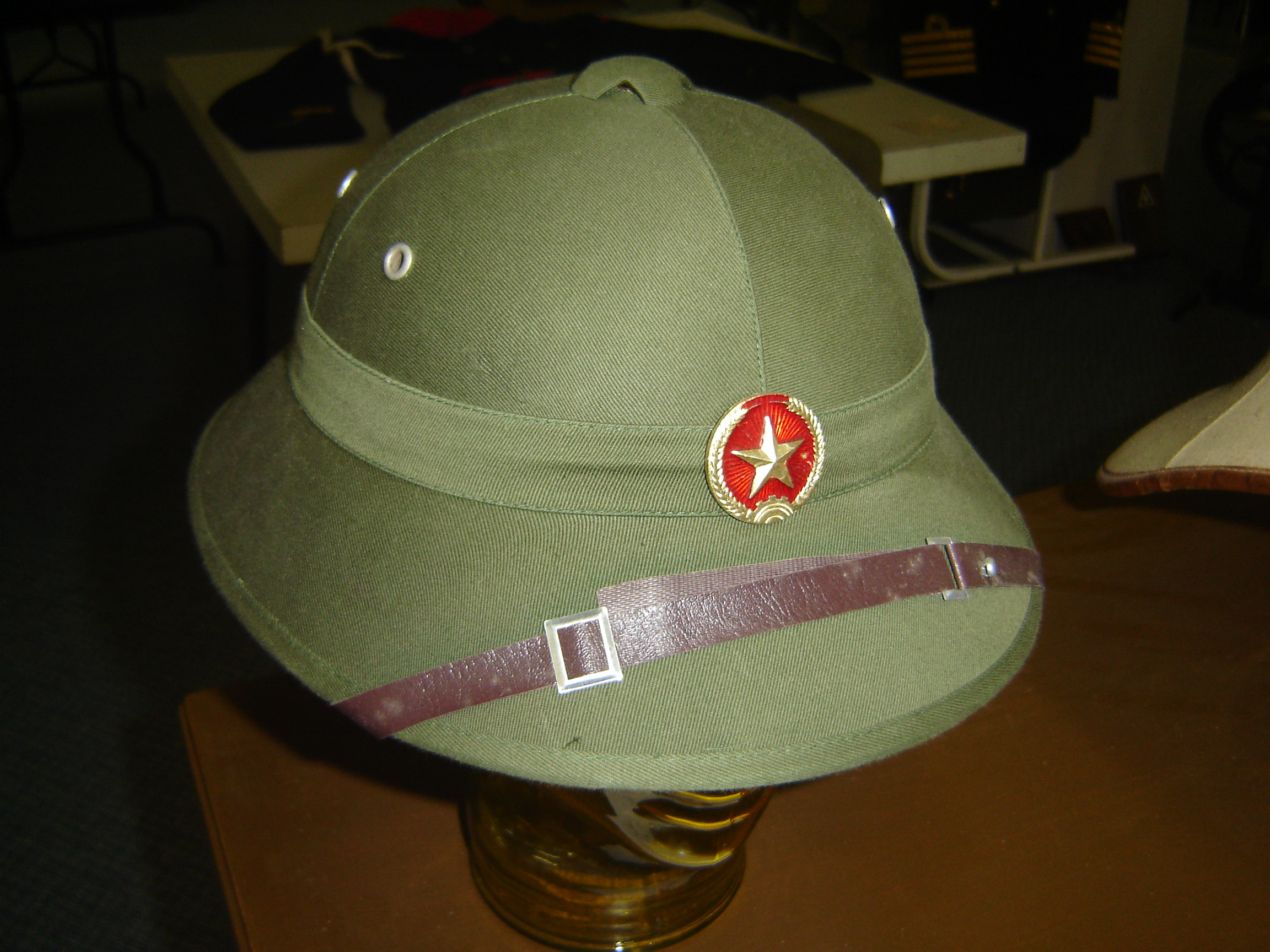
ベトナム軍のピスヘルメット
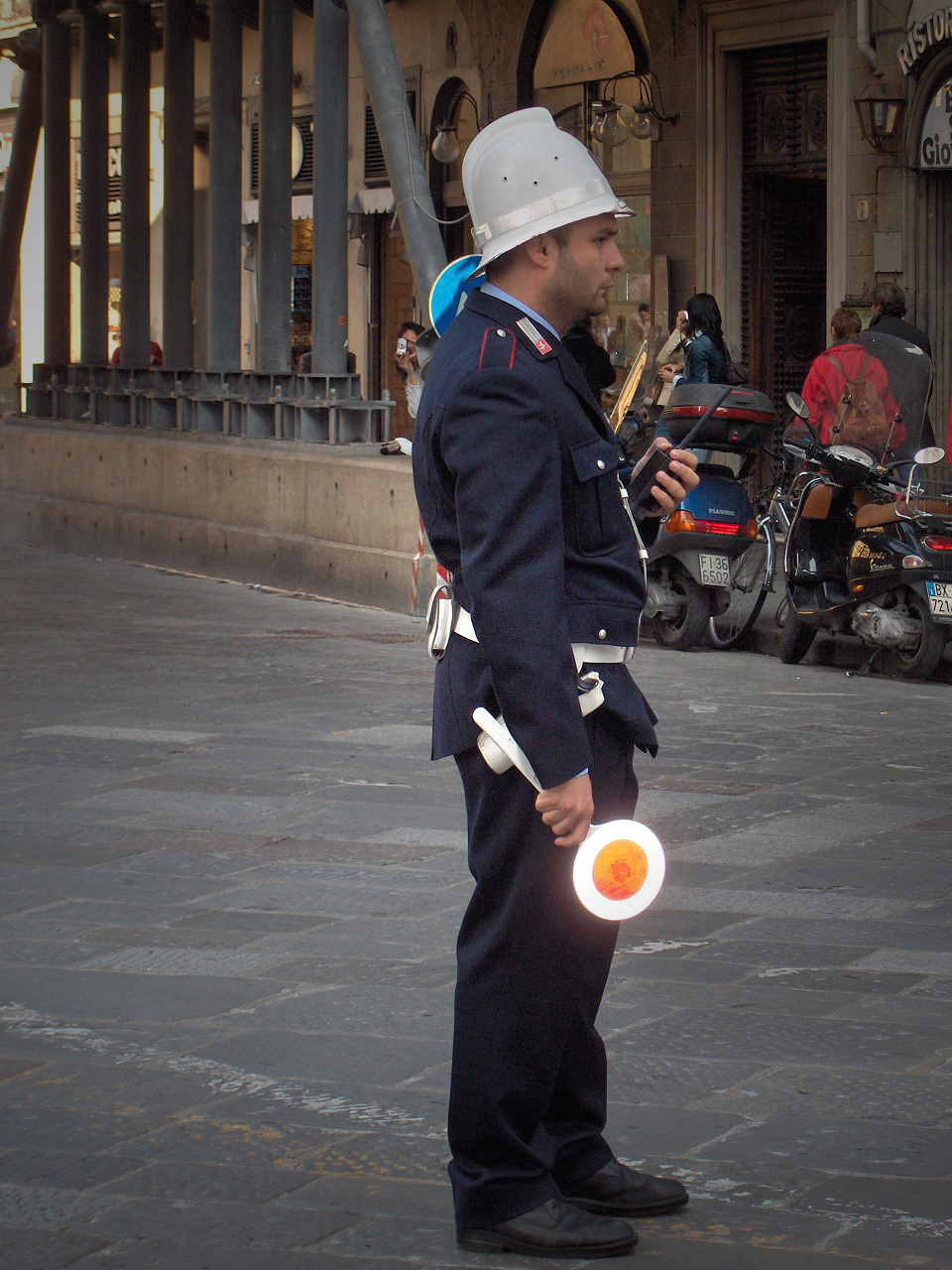
フィレンツェの警察官

## 参考資料
- W Y Carman; Richard Simkin (1985). Richard Simkin's Uniforms of the British Army : Infantry, Royal Artillery, Royal Engineers and other corps. Exeter, England: Webb & Bower. ISBN 978-0-86350-031-2.
- Michael Barthorp,New Orchard Editions by Poole, Dorset (1982). British infantry uniforms since 1660. New York, N.Y.: Distributed by Sterling Pub. Co.. ISBN 978-1-85079-009-9.
- Michael Barthorp (1989). The Old Contemptibles : the British Expeditionary Force, its creation and exploits, 1902-14. London: Osprey. ISBN 978-0-85045-898-5.
- Michael Barthorp; Douglas N Anderson (2000). Queen Victoria's commanders. Oxford: Osprey. ISBN 978-1-84176-054-4.
- 中田忠夫 『大日本帝国陸海軍 軍装と装備 明治・大正・昭和』 サンケイ新聞社出版局、昭和48年。
- 太田臨一郎 『日本の軍服-幕末から現代まで-』 国書刊行会、昭和55年。
- 中西 立太 『日本の軍装―幕末から日露戦争』 大日本絵画、2006年8月。ISBN 978-4-499-22919-7。
- 中西 立太 『日本の軍装 : 1930〜1945』 大日本絵画、1991年12月。ISBN 978-4-499-20587-0。
- 内藤 修 , 花井 健朗 『オールカラー陸海空自衛隊制服図鑑』 並木書房、2006年。ISBN 978-4-89063-199-5。